# Þórsdrápa
Þórsdrápa (Thorsdrapa) est un poème scaldique écrit par Eilífr Goðrúnarson, un poète au service de Håkon Sigurdsson, en vieux norrois. Il est reconnu pour son utilisation de kenningar et d'autres formes de métaphore. Le poème a été recueilli dans la partie Skáldskaparmál de l'Edda de Snorri.

## Intrigue
Le principal sujet du poème est comment Thor se distingue grâce à son marteau, le Mjöllnir, et, comme c'est le cas dans la plupart des poèmes impliquant Thor, comment les géants se distinguent négativement. L'histoire relate comment Loki a poussé Thor dans un piège vers le géant Geirröd, puis, comment Thor, avec l'aide de cadeaux magiques de Gríðr, accompagné de Thjálfi a vaincu Geirröd et tué d'autres géants.
La narration de ce poème débute avec la tricherie de Loki incitant Thor à faire la guerre aux géants à nouveau. Thjálfi rejoint Thor, mais Loki est plus réticent jusqu'au point de ne pas y aller. Ensuite, il est raconté très métaphoriquement comment Thor a traversé les océans afin de se rendre à Jötunheim, le royaume des géants, avec Thjálfi s'agrippant à sa taille. Étant scaldique, le poème est riche en honneurs à l'endroit de Thor et de Thjálfi sur leur valeur à accomplir la difficile traversée.
À leur arrivée, ils sont immédiatement accueillis par plusieurs géants de la cave de Geirröd, mais Thor et Thjálfi ont vite fait de les faire s'envoler. Thor est ensuite invité à entrer dans la demeure de Geirröd. Cependant, la chaise où il est assis grimpe vers le plafond jusqu'au point où il est écrasé. C'est alors qu'il frappe le plafond avec le bâton remis par Gríðr et il retombe en écrasant les deux filles de Geirröd sous lui. Geirröd invite ensuite Thor à jouer. Geirröd lance un morceau de fer en fusion que Thor attrape avec ses gants de fer. Geirröd se cache alors derrière un pilier, mais Thor lance le morceau de fer en fusion qui passe à travers le pilier et le géant. 